# Roseau (Minnesota)
Roseau es una ciudad ubicada en el condado de Roseau en el estado estadounidense de Minnesota. En el Censo de 2010 tenía una población de 2.633 habitantes y una densidad poblacional de 380,18 personas por km².

## Geografía
Roseau se encuentra ubicada en las coordenadas 48°50′40″N 95°45′44″O / 48.84444, -95.76222. Según la Oficina del Censo de los Estados Unidos, Roseau tiene una superficie total de 6.93 km², de la cual 6.93 km² corresponden a tierra firme y (0%) 0 km² es agua.

## Demografía
Según el censo de 2010, había 2633 personas residiendo en Roseau. La densidad de población era de 380,18 hab./km². De los 2633 habitantes, Roseau estaba compuesto por el 97.65% blancos, el 0.27% eran afroamericanos, el 0.61% eran amerindios, el 0.42% eran asiáticos, el 0.04% eran isleños del Pacífico, el 0.11% eran de otras razas y el 0.91% pertenecían a dos o más razas. Del total de la población el 1.06% eran hispanos o latinos de cualquier raza.